# Грюнвальд, Эверт
Эверт Грюнвальд (эст. Evert Grünvald; 6 апреля 2001, Таллин) — эстонский футболист, вратарь «Флоры».

## Биография
Воспитанник таллинской «Флоры». С 2017 года выступал на взрослом уровне за второй и третий составы клуба в низших лигах Эстонии. Сезон 2020 года пропустил, а в первой половине 2021 года играл на правах аренды за клуб третьего дивизиона «Табасалу». На старте сезона 2022 года был переведён в основной состав «Флоры», дебютный матч за клуб сыграл в рамках Суперкубка Эстонии 25 февраля 2022 года против «Левадии». В высшем дивизионе сыграл первый матч 2 марта 2022 года против «Таммеки». На старте сезона-2022 провёл 5 матчей в чемпионате, однако затем выпал из состава, уступив место в воротах Карлу-Ромету Нымму. В 2023 году, после ухода Нымма в польский клуб «Сандецья», снова занял место в воротах и провёл без замен все 36 матчей в чемпионате, из них в 21 не пропускал голов. В составе «Флоры» — чемпион Эстонии (2022, 2023), финалист Кубка Эстонии (2022/23), участник матчей еврокубков.
Сыграл один матч за молодёжную сборную Эстонии (до 21 года) — 25 марта 2022 года против ровесников из Азербайджана (0:3).